# David Lobo
David Lobo est un médecin et chirurgien obstétricien, professeur, écrivain et homme politique vénézuélien, né à Puerto Cabello (État de Carabobo) le 21 mai 1861 et mort à Caracas le 22 avril 1924. Outre son mandat de sénateur, il est également cofondateur et président de la Société de médecine de Caracas (1920).

## Biographie
Fils de David Lobo et Clara Senior, David Lobo effectue sa scolarité au collège de Villegas (primaire) et celui de Santa María de Caracas (secondaire). En 1880, il intègre l'Université centrale du Venezuela où il est fait docteur en sciences médicales le 10 octobre 1886. Nommé secrétaire de la Légation du Venezuela à Washington, il y valide son diplôme en 1893 et reçoit le titre de docteur en sciences médicales le 4 mai 1893. En 1898, il s'installe à Londres puis retourne au Venezuela en 1900 où il poursuit ses activités comme interne, gynécologue, obstétricien et chirurgien général, s'établissant à Caracas où il crée une clinique comprenant des services d'hospitalisation. En 1902, il participe à la fondation du Collège de médecine du Venezuela et en 1904 de l'Académie nationale de médecine.
En 1908, il occupe le poste de directeur de l'hôpital Vargas où il exerce la charge de chef du service de gynécologie et d'obstétrique. Il est nommé professeur universitaire, titulaire des chaires de physiologie et hygiène, thérapeutique et médecine légale, gynécologie, obstétrique et obstétrique clinique à l'Université centrale du Venezuela.
En 1915, il dirige l'École de médecine, établissement privé qui remplace la faculté de l'Université centrale du Venezuela, fermée en 1912. En 1919, Lobo est le premier médecin à pratiquer au Venezuela les tests de Abderhalden et Toman pour le diagnostic biologique de la grossesse. 
De 1918 à 1920, il est président de l'Académie nationale de médecine qu'il a fondée en 1904 et devient, en 1922, recteur de l'Université centrale du Venezuela, poste qu'il occupe jusqu'à sa mort. La même année, il est élu sénateur pour l'État de Bolívar au Congrès de la République et en devient le président.

## Œuvres
Héritier de l'école positiviste, Lobo a publié plus d'une centaine d'ouvrages scientifiques et de nombreux essais sur la vie intellectuelle vénézuélienne et sur la vie politique du pays.

## Sources
- (es) Cet article est partiellement ou en totalité issu de l’article de Wikipédia en espagnol intitulé « David Lobo » (voir la liste des auteurs).